# Flora Lilienfeld
Flora Lilienfeld, Flora Lilienfeldówna (ur. 13 stycznia 1886 we Lwowie, zm. 14 lipca 1977 w Mishima) – polska uczona pochodzenia żydowskiego, botaniczka specjalizująca się w systematyce wątrobowców i genetyce roślin. Naukowiec o międzynarodowym znaczeniu, swoje badania prowadziła w Polsce, Niemczech i Japonii, gdzie ostatecznie osiedliła się na stałe. 

## Życiorys
Urodziła się 13 stycznia 1886 roku we Lwowie jako Flora Alicja, córka Sary z domu Jampoler i Zygmunta Lilienfeldów. Rodzice byli zasymilowanymi Żydami, posiadali majątek ziemski Jezierna koło Tarnopola. Ojciec był z zawodu adwokatem. Miała starszego brata Juliusa Edgara. 
Do gimnazjum uczęszczała we Lwowie. W 1905 roku rozpoczęła studia na Uniwersytecie Lwowskim w zakresie botaniki. Już podczas studiów pod kierunkiem prof. Marina Raciborskiego specjalizowała się w systematyce wątrobowców. Przez kilka lat po zakończeniu studiów pracowała jako asystentka w Instytucie Biologiczno-Botanicznym Uniwersytetu Lwowskiego, kierowanym przez profesora Raciborskiego do 1912 roku. Stopień naukowy doktora filozofii w zakresie botaniki otrzymała w 1914 roku na podstawie pracy o reliktowym wątrobowcu Haplomitrium hookeri odkrytym w Karpatach Pokuckich. 
W tym samym roku wyjechała do Niemiec na Uniwersytet w Münsterze, gdzie pod kierunkiem doktora Carla Corrensa specjalizowała się w genetyce. Jeszcze w 1914 roku przeniosła się wraz z nim jako asystentka do Kaiser-Wilhelm-Institut für Biologie w Berlinie-Dahlem, gdzie pracowała przez okres I wojny światowej. Wiosną 1920 roku wyjechała na 6 miesięcy do Szwecji, podejmując pracę asystentki doktora Hermana Nilssona-Ehle w Akarp, eksperymentalnej stacji Uniwersytetu w Lund, i pogłębiając wiedzę z genetyki roślin uprawnych. Następnie w 1921 roku przez 6 miesięcy pracowała w Kopenhadze jako asystentka doktora Erica Lindharda, poznając metody doświadczeń polowych w państwowej stacji doświadczalnej w Tystofte.
W 1922 roku wróciła do Polski i podjęła pracę badawczą i hodowlaną w Stacji we Włoszanowie, należącej do Towarzystwa Akcyjnego „Siew” z Poznania. Opiekunem naukowym Stacji był prof. Bronisław Niklewski z Uniwersytetu Poznańskiego. Pracowała nad wyhodowaniem odmian roślin uprawnych dostosowanych do warunków lokalnego rolnictwa, aż do 1926 roku, w którym Stacja musiała zredukować program badawczy.
W latach 1926–1928 pracowała ponownie w Instytucie profesora Corrensa w Berlinie-Dahlem, także pod kierunkiem Richarda Goldschmidta, szukając równocześnie odpowiedniego zatrudnienia w kraju. Na zaproszenie doktora Hitoshiego Kihary (1893–1986) podjęła pracę w Japonii. Od kwietnia 1929 roku pracowała jako wykładowca genetyki w Instytucie Genetyki Cesarskiego Uniwersytetu w Kyoto. Ponieważ jako cudzoziemka nie mogła liczyć na awans na uczelni, przyjęła propozycję objęcia stanowiska profesora w chińskim Uniwersytecie Sun Jat-sena w Kantonie. Opuściła Kyoto 25 września 1936 roku i w drodze do Chin udała się na wyspę Saint Thomas, gdzie mieszkał jej brat. Wybuch drugiej wojny chińsko-japońskiej uniemożliwił jej zarówno powrót do Japonii, jak i kontynuację podróży. Przez kilka lat przebywała u brata i u rodziny w Bostonie. W tym czasie uzyskała obywatelstwo USA. 

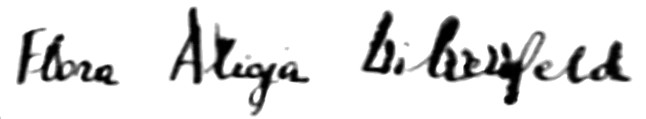
Podpis Flory Lilienfeld złożony 13 lipca 1942 r. na dokumencie imigracyjnym USA

W latach czterdziestych profesor Władysław Szafer zapraszał ją do powrotu do kraju i objęcia funkcji dyrektora Ogrodu Botanicznego we Wrocławiu, na co jednak się nie zdecydowała. Dopiero w 1950 roku na prośbę prof. Kihary powróciła do pracy naukowej w Japonii. Od 7 lipca 1950 pracowała w Kihara Institute for Biological Research w Yokohamie, a od 1 kwietnia 1954 również w National Institute of Genetics w Mishima. W Instytucie Genetyki pracowała do przejścia na emeryturę w 1963 roku, pozostając jego członkiem honorowym.
Zmarła 14 lipca 1977 roku w Mishima. Jej prochy zostały pochowane na terenie buddyjskiej świątyni Ryutakuji w Mishima.

## Działalność naukowa
W pierwszym okresie jej zainteresowania naukowe kształtowały się, pod wpływem lwowskiego profesora Mariana Raciborskiego, wokół botaniki florystycznej, ze szczególnym uwzględnieniem badania składu flory ziem polskich, głównie wątrobowców. Zbierała je z okolic Lwowa, Karpat Pokuckich, Tatr i Pienin (najpierw 5, potem kolejnych 49 z Karpat Bukowińskich, 15 z Czarnohory, 4 z Karpat Pokuckich, pojedyncze z Karpat Wschodnich). Badała także zbiory gromadzone przez innych botaników (25 gatunków z Karpat Wschodnich ze zbiorów Hiacynta Łobarzewskiego). W efekcie wydała wydawnictwo zielnikowe „Hepaticae Poloniae exsiccatae” (1911), dwa spisy wątrobowców z Galicji oraz rozprawę o relikcie glacjalnym jednoczepku Hookera Haplomitrium hookeri z Karpat Pokuckich. Opracowała także kilka rodzin roślin jednoliściennych do pierwszego tomu „Flory polskiej” (1919). Z opracowań opublikowanych w tym okresie jest najbardziej znana w polskiej botanice.
Od 1914 roku skierowała swoje zainteresowania badawcze ku genetyce, które rozwijała przez kolejne lata w ośrodkach naukowych w Niemczech, Szwecji, Danii, Polsce i w końcu w Japonii. Pod kierunkiem Corrensa napisała kilka prac o dziedziczeniu cech, zwracając uwagę na zjawisko sprzężenia genów. Podczas pracy w stacji we Włoszanowie prowadziła doświadczenia nad odmianami roślin uprawnych, ale także obserwacje genetyczne krzyżowania ślazu drobnokwiatowego Malva parviflora. Badania prowadzone w Japonii wspólnie z profesorem Kiharą dotyczyły między innymi genetyki pszenicy Triticum i rodzajów pokrewnych. Do jej najważniejszych prac należy ogłoszone w 1951 roku podsumowanie badań nad genomem Triticum i Aegilops. Samodzielnie badała cechy mieszańców i dziedziczenie płci gatunków z rodzaju Fragaria, wyniki publikując w trzech obszernych rozprawach (1933–1936). 
Wniosła istotny wkład w rozwój badań genetycznych w Japonii, wspierając Hitoshiego Kiharę i jego zespół w budowaniu relacji z międzynarodowym środowiskiem naukowym. Uznawana jest za jego najważniejszą współpracowniczkę. Przekazywała zdobytą w Europie wiedzę o genetyce i nowoczesnych metodach badań, a dzięki znajomości kilku języków (niemiecki, francuski, angielski, rosyjski), wspomagała zespół jako tłumaczka i korektorka praca naukowych, umożliwiając publikowanie w zagranicznych czasopismach.

## Członkostwo
Należała do Polskiego Towarzystwa Botanicznego (znajduje się w wykazach członków z 1927 i 1929 roku).

## Nagrody i odznaczenia
W listopadzie 1968 roku otrzymała wysokie odznaczenie japońskie z rąk cesarza Shōwa, w dowód uznania jej działalności dla rozwoju nauki w Japonii.

## Wybrane publikacje
Opublikowała około 40 prac naukowych, większość z zakresu genetyki roślin, w tym:
- Flora Lilienfeld, Niezwykła budowa miękiszu zielonego tytoniu i leszczyny, „Spraw. z czynn. i pos. A. U. Kraków”, 15 (7), 1910, s. 36.
- Flora Lilienfeld, Hepaticae Poloniae exsiccatea (I. Nr 1–50), „Kosmos (Lwów)”, 35, 1910, s. 732–738.
- Flora Lilienfeld, Przyczynki do znajomości Haplomitrium Hookeri N. v. E., „Spraw. z czynn. i pos. A. U. Kraków”, 16 (5), 1911, s. 13.
- Flora Lilienfeld, Wątrobowce Karpat pokuckich w zbiorach H. Łobarzewskiego, „Kosmos (Lwów)”, 36, 1911, s. 300–302.
- Flora Lilienfeld, Hepaticae Poloniae exsiccatea (II. Nr 51–100), „Spraw. Kom. Fiz. A. U. Kraków”, 46 (II), Lwów 1914, s. 51–58.
- Flora Lilienfeld, Rząd: Helobiae, Bagienne (z wyj. Juncaginaceae); rodzina Typhaceae, Rogożowate; rodzina Araceae, Obrazkowate; rodzina Lemnaceae, Rzęsowate, [w:] M. Raciborski, W. Szafer (red.), Flora polska, t. 1, 1919, s. 55–90, 400-411.
- Flora Lilienfeld, Vererbungsversuche min schlitzblättrigen Sippen von Malva parviflora. I. Die laciniata-Sippe, „Bibl. Genet.”, 13, 1929, s. 1–214.
- H. Kihara, Flora Lilienfeld, Genomanalyse bei Triticum und Aegilops IV. Untersuchungen an Aegilops x Triticum und Aegilops x Aegilops - Bastarden., „Cytologia”, 3, 1932, s. 384–456.
- Flora Lilienfeld, Karyologische und genetische Studien an Fragaria I. Ein tetraploider fertiler Bastard zwischen F. nipponica (n = 7) und F. elatior (n = 21), „Jap. Journ. Bot.”, 6, 1933, s. 425–458.
- Flora Lilienfeld, Genome analysis in Triticum and Aegilops X. Concluding review, „Cytologia”, 16, 1951, s. 101–123.
- H. Kihara, Flora Lilienfeld, Mutations in Pharbitis Nil induced by gamma rays, „Ann. Rep. Nat. Inst. Genet. Japan”, 12 (1961), 1962, s. 108.